# OGLE-TR-111 c
OGLE-TR-111 c – druga planeta pozasłoneczna odkryta wokół gwiazdy OGLE-TR-111. Jej odkrycie ogłoszono w 2005 roku, jednak nie zostało ono dotychczas potwierdzone.